# Niels Pedersen Slange
Niels Pedersen Slange (26. juli 1656 – 21. juli 1737) var en dansk kancelliembedsmand og historiker.

## Uddannelse og karriere
Niels Slange blev i Slagelse, hvor hans fader, magister Peder Villadsen, da var præst ved Sankt Mikkels Kirke og provst i Slagelse Herred. Moderen, Dorethe, var en datter af orientalisten professor Niels Pedersen Aurilesius. Navnet Slange har Niels Pedersen vistnok antaget efter et emblem, der fandtes i hans farmoders faders, Viborgbispen Peder Thøgersens, segl; senere lavede han (uvist på hvilket grundlag) en historie om, at en af hans forfædre skulle være bleven adlet af kong Hans med en slange som våbenmærke.
Da hans fader, der som deltager i rigsdagen 1660 havde arbejdet ivrig for enevældens indførelse, 1661 kaldedes til biskop i Viborg, kom sønnen i denne bys latinskole, der den gang forestodes af magister Niels Jensen (Århus), en af den tids mest ansete skolemænd. Faderen døde 1673; året efter afgik sønnen til Københavns Universitet og var en af de mest lovende af dette års studenter. Hans indtrædelse i den akademiske verden skete i det tidsrum, da Peder Griffenfeld var den altformående rigskansler, og da der var gode udsigter til, at begavede unge mænd af anset borgerlig slægt, om lykken var dem god, kunne bane sig vej til de højeste pladser i samfundet. Desuden var Slange en smuk og anselig person, skrev en god hånd og var gennem sin moders slægt ret nøje knyttet til det akademiske aristokrati, særlig til historieskriveren og digteren Vitus Bering, hvis første hustru var en søster til Slanges moder. Den unge mand gik derfor ikke præstevejen; men da han 1676 havde afsluttet sine studier i København, begav han sig udenlands for at uddanne sig til statstjenesten.
I 4-5 år færdedes han gennem Tyskland, Nederlandene, England og Frankrig. Især kan mærkes, at han 1678-79 opholdt sig i Nimwegen, mens fredsunderhandlingerne stod på, og gjorde tjeneste som sekretær hos den danske ambassadør Just Høg. Siden fulgte han grev Anton af Aldenburg på hans ambassade til England, og efter at denne var sluttet, dvælede han længere tid i Oxford og Cambridge. I Frankrig studerede han bl.a. handelsforholdene og overbragte endelig i marts 1681 depecher fra Just Høg, der nu var gesandt i Paris, til Christian 5., der da opholdt sig i Pinneberg. Fulgte så i et par måneder hoffet under dets ophold i Holsten og Slesvig, indtil han i maj samme år fik tilladelse til at rejse til København, hvor hans moder havde taget bolig.
Kort efter (25. juni) blev han ansat som sekretær i det danske Kancelli, ganske vist indtil videre uden løn; men han havde dog fået foden inden for centraladministrationens dør, og han forstod, jævnt avancerende på rangstigen (som kancelli-, justits-, etats- og konferensråd), at fylde sin plads indtil sin høje alderdom. I en række år var han lenssekretær og assessor i Kancellikollegiet. Men dermed forbandt han forskellige andre embedshverv, som assessor i Hofretten og Borgretten (fra 1688) og siden som præses i samme ret, som medlem af Politiretten (fra 1701), som assessor i Højesteret (fra 1702), som kommitteret i Politi- og Kommercekollegiet (1708-28), som mangeårigt medlem af Københavns Fattigdirektion (1708-36) og endelig som medlem af flere kongelige kommissioner, særlig vedrørende Rets-, Forvaltnings- og Næringsvæsenet.
I det hele gør han indtryk af at have været en meget brugbar embedsmand med et sundt blik på det borgerlige livs forhold og derfor meget benyttet. Et udtryk for den anseelse, han nød, finder vi muligvis deri, at han 1731 blev ophøjet i adelstanden.
Efter sin fader og sin onkel historiografen Vitus Bering havde Slange arvet en del historiske samlinger og udarbejdelser, som han fra tid til anden syslede med og søgte at fuldstændiggøre. Det omtales, at han 1720 var færdig med en historie om regeringsforandringen 1660, der dog ikke blev trykt, men i håndskrift findes i det Kongelige Bibliotek og utvivlsomt i alt væsentligt er bygget på hans faders og Berings forarbejder.

## Christian 4.s historie
Sidstnævnte havde også gjort samlinger til Christian 4.’s historie og måske udarbejdet noget deraf, navnlig mindreårighedsperioden (1588-96). På dette grundlag fortsatte Slange nu, særlig med benyttelse af de uddrag, han i sine yngre år havde gjort af registranter og dokumenter i Kancelliets arkiv samt af udlandets store historiske samlerværker (Theatrum Europæum, Lieuwe van Aitzema, Michael Caspar Londorp og andre), og da Slange både synes at have været flittig til arbejdet og at have haft lethed i fremstillingen, så lykkedes det ham virkelig at få en meget udførlig Christian 4.’s historie så vidt i stand, at han kunne overrække kong Christian 6. det omfangsrige manuskript med anmodning om tilladelse til at lade værket trykke samt om understøttelse til afholdelse af omkostningerne derved.
Efter at Kongen havde gjort sig noget bekendt med arbejdet, befalede han (september 1732) Hans Gram at gennemlæse det og at udtale sig om, hvorvidt det fortjente at trykkes.
Gram fandt ganske vist meget at udsætte, men han måtte dog tilråde trykningen, forudsat at Slange først rettede flere påviste fejl. Kongen lovede da med påskønnelsesværdig generøsitet at afholde trykkeomkostningerne, og det blev overdraget Gram, under passende hensyn til den højt bedagede og noget ømtålige forfatter, at føre tilsyn med, at der ikke indløb noget i værket, der stred mod den historiske sandhed eller kunne være til vanære for den konge, hvis levned og regering fremstilledes.
Så længe Slange levede derefter, vedblev Gram at konferere med ham om enkeltheder i skriftet, mens trykningen samtidig gik for sig, og mange rettelser og forbedringer lykkedes det at få ind i teksten, skønt Slange undertiden våndede sig under Grams kritik, der vel heller ikke altid var holdt i de varsomste udtryk. Slange døde 1737. Nu kunne Gram rette og tilføje så meget, han ville; men det gik langsomt med gennemsynet og trykningen, så Gram selv døde (1748), inden arbejdet var helt afsluttet. Jacob Langebek gjorde da de sidste ark færdige, hvorpå det omfangsrige og smukt udstyrede værk, et af de mest monumentale i vor historiske litteratur, endelig udkom 1749 i folio, forsynet med en fortale af etatsråd Peder Fogh.

## Familieforhold
9. december 1691 blev Slange gift med Margrethe Byssing, født Ernst (født 1661 død 1732). Magrethe Byssing var en velhavende købmandsenke og søster til brødrene Johan Bartram Ernst og Johan Conrad Ernst. Med hende havde han fået noget jordegods i Holbæk Amt, deriblandt Viskinde og flere kirker, som han sørgede godt for. Børn havde han ikke (en søn døde spæd); men da Magrethe Byssing fra sit tidligere ægteskab havde 2 døtre (deriblandt Helene Byssing, gift 3. gang med ovennævnte Peder Fogh), bleve disse Slanges arvinger og forhandlede siden hans historieværk, der var blevet deres ejendom.